# Katinka Hosszú
Katinka Hosszú, född 3 maj 1989 i Pécs, Ungern, är en ungersk simmare. Hon har deltagit vid fyra OS – 2004, 2008, 2012 och 2016, med totalt tre vunna olympiska guldmedaljer vid det sistnämnda.
Hosszús första guld vid VM (långbana) kom 2009 och fyra år senare blev hon dubbel världsmästare vid VM i Barcelona. Hon blev utsedd till årets europeiska kvinnliga simmare 2014 efter att bland annat ha slagit 17 ungerska rekord under samma år.
Under VM 2015 tog hon sitt fjärde guld vid ett VM på lång bana. I EM 2015 slog hon världsrekord på 400 m medley redan i försöken med tiden 4.19,46.
Hosszú tränades av sin före detta make, den kanadensiske simmaren Shane Tusup (född 1988). Paret ansökte om skilsmässa i september 2018.